# Mistrzostwa Oceanii w Zapasach 1998
Mistrzostwa Oceanii w zapasach w 1998, odbywały się w dniu 5 grudnia w Sydney w Australii. W tabeli medalowej tryumfowali zapaśnicy gospodarzy. 

## Wyniki

### Styl wolny
| Konkurencja         | Złoto              | Srebro            | Brąz             |
| Kategoria do 54 kg  | Graham Cash        | Martin Liddle     | -----            |
| Kategoria do 58 kg  | Masoud Sadegh Pour | Tony Vincent      | Katea Ueresi     |
| Kategoria do 63 kg  | Stephan Jaeggi     | Teibana Mase      | ----             |
| Kategoria do 69 kg  | Ali Abdo           | Melchor Manibusan | Saufoi Togia     |
| Kategoria do 76 kg  | Justin Turtle      | Nicholas Astrella | Faʻafetai Iutana |
| Kategoria do 85 kg  | Gabriel Szerda     | Aaron Quinlan     | Tekautu Takeea   |
| Kategoria do 97 kg  | Abbas Pordell      | John Tarkong      | ----             |
| Kategoria do 130 kg | Vadim Popov        | Jerry Wallwork    | ----             |

## Tabela medalowa
Gospodarz mistrzostw został zaznaczony kolorem.
| Poz. | Państwo        |   |   |   | Łącznie |
| ---- | -------------- | - | - | - | ------- |
| 1    | Australia      | 8 | 0 | 0 | 8       |
| 2    | Nowa Zelandia  | 0 | 4 | 0 | 4       |
| 3    | Samoa          | 0 | 1 | 2 | 3       |
|      | Wyspy Salomona | 0 | 1 | 2 | 3       |
| 5    | Palau          | 0 | 1 | 0 | 1       |
|      | Guam           | 0 | 1 | 0 | 1       |
|      | Łącznie        | 8 | 8 | 4 | 20      |